# Anam Imo
Anam Mary Imo (* 30. November 2000 in Kaduna) ist eine nigerianische Fußballspielerin und seit 2018 auch A-Nationalspielerin. 

## Karriere

### Vereine
Imo spielte im Juniorinnenbereich bis ins Jahr 2019 für die in Lafia im Bundesstaat Nassarawa ansässigen Nasarawa Amazons Fußball.
Das erste Mal im Ausland, gehörte sie dem schwedischen Erstligisten FC Rosengård an, der sie am 5. April 2019 verpflichtet hatte. In der Spielzeit 2019 bestritt sie 17 Punktspiele in der Damallsvenskan, der höchsten Spielklasse im schwedischen Frauenfußball. Ihr Debüt erfolgte am 11. Mai 2019 (5. Spieltag) bei der 2:3-Niederlage im Auswärtsspiel gegen den IF Limhamn Bunkeflo aus Malmö mit Einwechslung für Anja Mittag in der 73. Minute. Ihr erstes von fünf Toren erzielte sie am 15. Mai 2019 (6. Spieltag) beim 2:0-Sieg im Heimspiel gegen den amtierenden Meister Piteå IF mit dem Treffer zum Endstand in der 85. Minute. Ein Doppeltor-Erfolg konnte sie am 10. August 2019 (12. Spieltag) beim 2:1-Sieg im Heimspiel gegen Eskilstuna United verzeichnen. Am Ende ihrer Premierenspielzeit gewann sie mit der Mannschaft den Meistertitel. In der Folgespielzeit, in der sie zwei Tore in 20 Punktspielen erzielte, konnte der Titel jedoch nicht verteidigt werden, da der Kopparbergs/Göteborg FC sieben Punkte mehr aufzuweisen hatte.
Mit dem vorgenommenen Vereinswechsel spielte sie fortan und bis zum Spielzeitende 2025 für den Ligakonkurrenten Piteå IF. Während ihrer fünfjährigen Zugehörigkeit wurde sie 98 Mal im Punktspielbetrieb eingesetzt, in denen ihr 27 Tore gelangen. Am Ende der Spielzeit 2023 avancierte sie mit 15 Toren (gemeinsam mit Yūka Momiki) zur drittbesten Torschützin in der Damallsvenskan. Mit der Vertragsunterzeichnung am 31. Juli 2025 ist sie das zweite Mal Spielerin des FC Rosengård.

### Nationalmannschaft
Als Nationalspielerin für die Nigeria Football Federation wirkte sie für die U20-Nationalmannschaft bei der altersbezogenen, 2018 in Frankreich ausgetragenen Weltmeisterschaft. Sie wurde in allen drei Spielen der Gruppe D sowie im anschließenden Viertelfinale am 16. August in Concarneau bei der 1:2-Niederlage gegen die U20-Nationalmannschaft Spaniens berücksichtigt.
Noch im selben Jahr debütierte sie bereits am 6. April in einem Freundschaftsspiel der A-Nationalmannschaft, die die Begegnung mit der Nationalmannschaft Frankreichs mit 0:8 in Le Mans verlor.
Sie nahm mit der Mannschaft an der in Ghana ausgetragenen Afrikameisterschaft (ab 2015 als Afrika-Cup bezeichnet) teil. Sie wurde im ersten und dritten Spiel der Gruppe B eingesetzt. Des Weiteren wurde sie am 27. November in Accra beim 4:2-Halbfinalsieg im Elfmeterschießen gegen die Nationalmannschaft Kameruns berücksichtigt. Im Finale, das ihre Mannschaft mit 4:3 gegen die Nationalmannschaft Südafrikas am 1. Dezember in Accra gewann, wurde sie nicht eingesetzt.
Ein Jahr später bestritt sie für die A-Nationalmannschaft neun Länderspiele. Ihre ersten zwei fanden am 17. und 20. Januar im Vier-Nationen-Turnier im chinesischen Wuhua gegen die Nationalmannschaften Chinas (0:3) und Rumäniens (4:1) statt. Vier Spiele bestritt sie einen Monat später bei der Teilnahme ihrer Mannschaft am Turnier um den Zypern-Cup. Nach ihren drei Einsätzen in der Gruppe C kam sie auch im Spiel um Platz 7 beim 3:0-Sieg über die Nationalmannschaft Thailands am 6. März in Larnaka zum Einsatz. Im Turnier erzielte sie ihre ersten beiden A-Länderspieltore; ihr erstes gelang ihr am 1. März im zweiten Gruppenspiel beim 4:3-Sieg über die Nationalmannschaft der Slowakei mit dem Siegtreffer in der 82. Minute. Gegen die Nationalmannschaft Thailands steuertes sie das Tor zum Endstand in der 74. Minute.
Am 8. April 2019 bestritt sie mit ihrer Mannschaft ein Freundschaftsspiel gegen die Nationalmannschaft Kanadas, das in San Pedro del Pinatar mit 1:2 verloren wurde.
Dem WM-Kader zugehörig, wurde sie in den letzten beiden Spielen der Gruppe A am 12. und 17. Juni 2019 eingesetzt, als Einwechselspielerin in der 80. und 85. Minute für Francisca Ordega und Asisat Oshoala.

## Erfolge
Nationalmannschaft
- Afrika-Cup -Sieger 2018 (ohne Finaleinsatz)

FC Rosengård
- Schwedischer Meister 2019

Piteå IF
- Drittbeste Torschützin 2023 (mit 15 Toren; gemeinsam mit Yūka Momiki)

## Auszeichnung
- Nachwuchsspielerin des Jahres 2019[1]